# Biskupi Berlina
Biskupi i Arcybiskupi Berlina

## Biskupi diecezjalni

### Biskupi
| L.p. | Imię i nazwisko     | Lata                                | Informacje dodatkowe |
| ---- | ------------------- | ----------------------------------- | -------------------- |
| 1    | Christian Schreiber | 13 sierpnia 1930 - 1 września 1933  |                      |
| 2    | Nikolaus Bares      | 27 października 1933 - 1 marca 1935 |                      |
| 3    | Konrad von Preysing | 5 lipca 1935 - 21 grudnia 1950      | kardynał             |
| 4    | Wilhelm Weskamm     | 4 czerwca 1951 - 21 sierpnia 1956   |                      |
| 5    | Julius Döpfner      | 15 stycznia 1957 - 3 lipca 1961     | kardynał             |
| 6    | Alfred Bengsch      | 16 sierpnia 1961 - 13 grudnia 1979  | kardynał             |
| 7    | Joachim Meisner     | 22 kwietnia 1980 - 20 grudnia 1988  | kardynał             |
| 8    | Georg Sterzinsky    | 28 maja 1989 - 27 czerwca 1994      | kardynał             |

### Arcybiskupi metropolici
| L.p. | Imię i nazwisko  | Lata                             | Informacje dodatkowe |
| ---- | ---------------- | -------------------------------- | -------------------- |
| 8    | Georg Sterzinsky | 27 czerwca 1994 - 24 lutego 2011 | kardynał             |
| 9    | Rainer Woelki    | 2 lipca 2011 - 11 lipca 2014     | kardynał             |
| 10   | Heiner Koch      | 8 czerwca 2015                   |                      |

## Biskupi pomocniczy
| L.p. | Imię i nazwisko     | Lata sprawowania urzędu            | Informacje dodatkowe                                                             |
| ---- | ------------------- | ---------------------------------- | -------------------------------------------------------------------------------- |
| 1    | Paul Tkotsch        | 11 czerwca 1948 - 14 maja 1963     | (ur. 1895 r. w Gogolinie, zm. 1963 w Berlinie); dewiza: In fide et caritate      |
| 2    | Alfred Bengsch      | 11 czerwca 1959 - 16 sierpnia 1961 | koadiutor diecezji berlińskiej                                                   |
| 3    | Heinrich Theissing  | 7 maja 1963 - 3 marca 1970         | (ur. 1917 r. w Nysie, zm. 1970 w Berlinie); dewiza: Servus plebis tuae sanctae   |
| 4    | Johannes Kleineidam | 18 września 1970 - 2 czerwca 1981  | (ur. 1935 r. w Berlinie, zm. 1981 r. w Berlinie); dewiza: Praedicamus Regnum Dei |
| 5    | Wolfgang Weider     | 13 lutego 1982 - 18 lutego 2009    | (ur. 1932 r. w Berlinie); dewiza: Quod dixerit vobis, facite                     |
| 6    | Matthias Heinrich   | od 18 lutego 2009 r.               | (ur. 1954 r. w Berlinie); dewizja: Illum oportet crescere                        |